# Personaggi di Neon Genesis Evangelion

I protagonisti così come appaiono nella pellicola Neon Genesis Evangelion: The End of Evangelion. In alto da sinistra: Misato Katsuragi, Ryōji Kaji, Makoto Hyūga, Rei Ayanami (della quale si vedono solo i capelli), Shigeru Aoba, Maya Ibuki, Ritsuko Akagi. In basso, da sinistra: Asuka Sōryū Langley, Kensuke Aida, Shinji Ikari, Tōji Suzuhara, Pen-Pen e Hikari Horaki

I personaggi di Neon Genesis Evangelion sono presenti, oltre che nell'omonima serie televisiva anime, anche nei relativi manga spin-off, nelle trasposizioni videoludiche, nei due lungometraggi conclusivi Neon Genesis Evangelion: Death & Rebirth e Neon Genesis Evangelion: The End of Evangelion, nella tetralogia cinematografica Rebuild of Evangelion e nell'original net anime Petit Eva - Evangelion@School. Essi vivono nella futuristica città di Neo Tokyo-3, costruita in seguito a una catastrofe di impatto planetario accaduta quindici anni prima degli eventi della serie e detta Second Impact. La storia è incentrata su Shinji Ikari, un ragazzo che viene reclutato dall'agenzia speciale Nerv per pilotare un mecha gigante noto con il nome Eva e combattere in questo modo contro dei misteriosi esseri chiamati angeli. A lui si affiancano le colleghe Rei Ayanami e Asuka Sōryū Langley, il compagno di classe Tōji Suzuhara e Kaworu Nagisa, che si scopre poi essere il diciassettesimo e ultimo angelo, Tabris.
Il character design, curato dall'artista Yoshiyuki Sadamoto, venne concepito affinché ogni singolo individuo potesse essere facilmente identificato dalla semplice silhouette. Le differenti personalità vennero sviluppate a partire da quella di Hideaki Anno, regista e principale sceneggiatore dell'opera, che prima e durante la produzione affrontò un difficile periodo di depressione; il protagonista Shinji in particolare venne ideato come un suo riflesso.
La maggior parte di loro fu sommariamente definita nel 1993, durante le prime fasi di pianificazione dell'anime, ma poi ognuno di essi venne sviluppato in maniera differente da quanto originariamente progettato per volontà dello stesso Anno e del personale. Molti degli eroi nella seconda metà della serie subiscono traumi o violenze fisiche, che ne acuiscono ansie e paure, e degli episodi danno ampio spazio ai loro monologhi interiori, con cui si interrogano sul significato delle proprie azioni e della vita. Questa scelta narrativa culmina nei due episodi finali, il cui fulcro narrativo sono i flussi di coscienza di Shinji, che però non portano a una chiara conclusione dell'intreccio.
I personaggi in Giappone incontrarono subito il favore del pubblico, divenendo protagonisti di articoli di merchandising e vincitori di diversi sondaggi di popolarità. Molti comparvero anche in altri prodotti distaccati dal franchise di Evangelion, come videogiochi, fumetti o serie televisive. La critica specializzata accolse in maniera contrastante il loro approfondimento psicologico: sebbene dei recensori ne apprezzarono la complessità e l'approfondimento, lodando la sceneggiatura di Anno, altri invece lo trovarono in certi casi stereotipato o problematico e non apprezzarono l'insistenza sulle loro debolezze e la loro caratterizzazione; in particolare gli ultimi due episodi attirarono delle polemiche, dal momento che la trama viene completamente eclissata dai momenti d'introspezione. Alcuni eroi principali divennero una fonte d'ispirazione e un modello cui attinsero numerosi anime successivi, in particolare per quanto riguarda Rei Ayanami, creando o contribuendo a diffondere nuovi stereotipi nella produzione animata nipponica.

## Ideazione
(Hideaki Anno)

### Creazione echaracter design

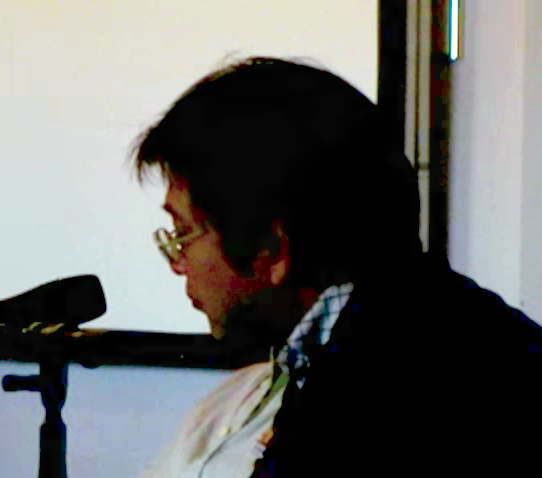
Yoshiyuki Sadamoto, character designer della serie

Come tema principale dell'anime lo studio Gainax scelse il problema della comunicazione interpersonale, insistendo in particolare su quella fra generazioni diverse, come genitori e figli. Lo scopo era quello di creare una serie che riflettesse sull'incomunicabilità della società nipponica contemporanea, considerata allo sfacelo. Il regista della serie, Hideaki Anno, otaku fin dalla gioventù, dopo la conclusione di Nadia - Il mistero della pietra azzurra cadde in depressione e riversò pertanto il proprio vissuto personale in Neon Genesis Evangelion, rendendolo un riflesso dei suoi sentimenti:
(Hideaki Anno nel 1995, poco prima della messa in onda)
Per ciascun personaggio egli prese spunto da una parte della sua personalità, dichiarando: «Tutti i personaggi di Evangelion sono me». Shinji, ad esempio, venne modellato e concepito come uno specchio del suo Io, «sia della parte cosciente, sia di quella incosciente». Stando a quanto dichiarato dallo stesso regista, Kaworu Nagisa e il comandante Ikari rappresenterebbero la sua ombra, cioè il lato oscuro e incosciente della psiche di un individuo. Secondo Kazuya Tsurumaki, assistente alla regia, l'intento autobiografico potrebbe essere individuato anche nelle protagoniste femminili e in personaggi apparentemente secondari, come Misato, Rei e Ryōji Kaji: «Tutti i personaggi [di Evangelion] hanno la stessa personalità. A livello superficiale sono stati usati diversi "condimenti", ma in fondo sono estremamente simili fra di loro». Anno ha inoltre sottolineato come Shinji e gli altri protagonisti non siano da considerarsi uno specchio della propria esperienza personale soltanto, ma anche un riflesso di tutti gli altri membri del personale creativo della serie.
Nel 1993, cioè circa due anni prima della messa in onda della serie, lo studio di produzione stabilì una pista temporanea sulla creazione dei personaggi in un documento di presentazione intitolato Kikakusho (企画書? lett. "Proposta"). Gran parte di loro era già delineata, nonostante le differenze di sceneggiatura. Malgrado le indicazioni generali, infatti, Anno non seguì un piano ben definito per lo sviluppo dei protagonisti, improvvisando con il passare degli episodi e seguendo il proprio istinto, come in un «concerto dal vivo». Nel progetto originale era previsto inoltre un personaggio mai apparso nella versione finale del prodotto, una ragazza simile a Rei ma dai capelli scuri chiamata Yui Ichijō.
Il gruppo sanguigno e la data di nascita di ogni protagonista vennero quasi sempre fatti coincidere con quelli del corrispettivo doppiatore. Le uniche eccezioni per quanto riguarda i compleanni sono rappresentate da Tōji, Kensuke, Kaworu e Rei, di cui non viene mai rivelata esplicitamente la data nella serie originale. Per i nomi invece Anno si ispirò nella maggior parte dei casi al mondo nautico, mutuando alcuni di essi da delle navi della Marina imperiale giapponese della seconda guerra mondiale; altri furono invece tratti da personaggi di fumetti o anche dal romanzo Ai to gensō no fascism (愛と幻想のファシズム? lett. "Il fascismo dell'amore e della fantasia") dello scrittore giapponese Ryū Murakami, da cui provengono i nomi di Tōji Suzuhara e Kensuke Aida. Come character designer della serie la Gainax scelse Yoshiyuki Sadamoto, che aveva già lavorato con Anno in Nadia. Una delle indicazioni che gli venne data fu quella di sviluppare un design dall'aspetto contenuto ed egli li concepì tutti dando loro delle fattezze e delle sagome immediatamente distinguibili, cercando di riflettere per quanto più possibile l'interiorità di ciascuno di loro. Inizialmente Anno gli propose di inserire una ragazza come protagonista, seguendo l'orma delle precedenti opere della Gainax Punta al top! - GunBuster e Nadia, ma Sadamoto si mostrò titubante all'idea, non comprendendo «perché una ragazza dovrebbe voler pilotare un robot». Su suo suggerimento il personaggio principale diventò un ragazzo e Asuka venne declassata al ruolo di coprotagonista.

### Sviluppo
(Hideaki Anno, 28 settembre 2006)

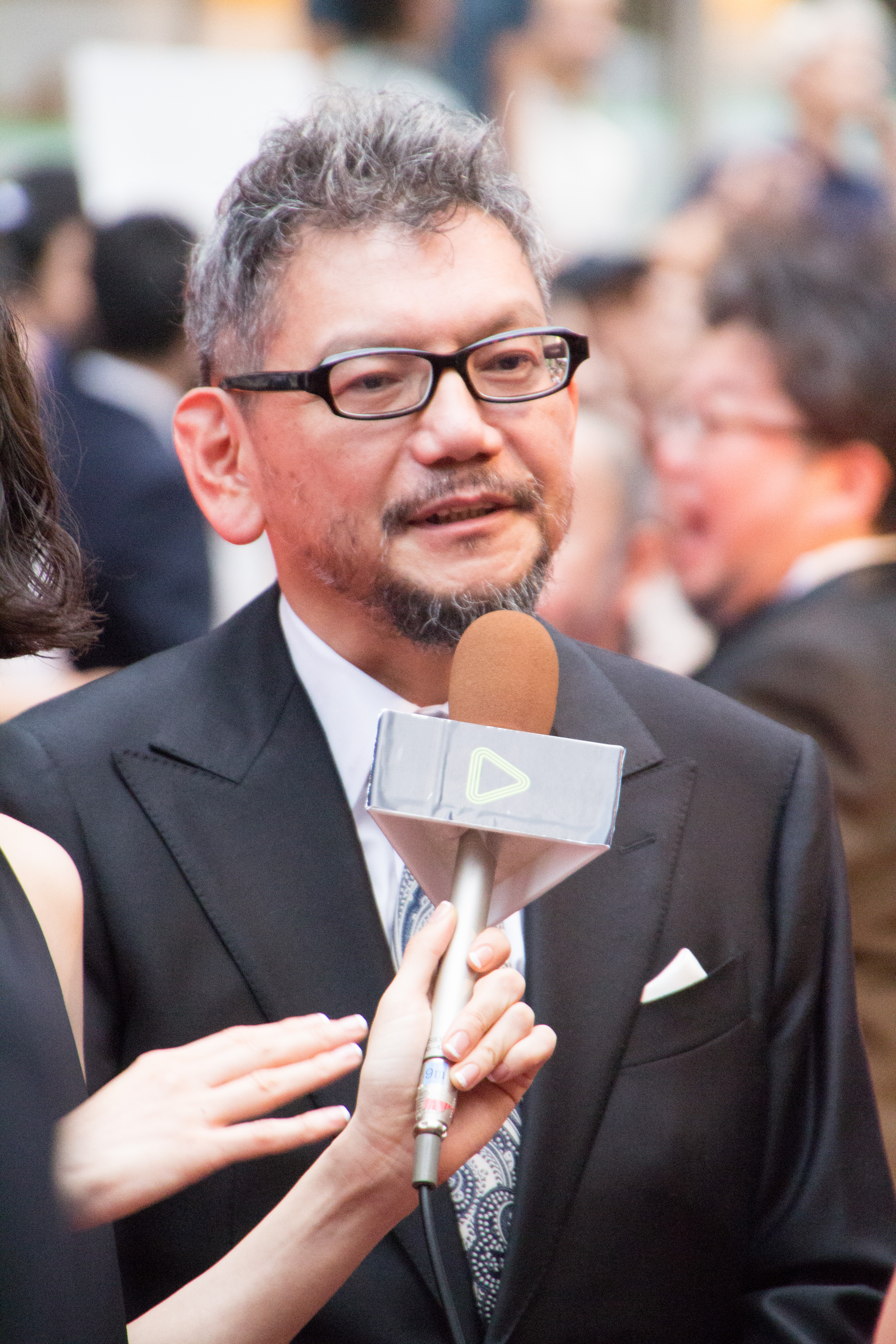
Hideaki Anno, regista e sceneggiatore della serie

Anno cominciò a lavorare a Evangelion con l'idea che l'ambientazione e i personaggi sarebbero cambiati e si sarebbero evoluti in corso d'opera, cercando di imprimere i propri sentimenti nella pellicola. Egli continuò a basarsi sulla propria esperienza personale ed evitò di rappresentare quelli che vengono spesso definiti dei «drammi umani», percependo il compito come molto difficile, ma di dare la sensazione di un «documentario». Attorno al terzo e al quarto episodio si diede l'obiettivo di superare in sviluppo e approfondimento psicologico quanto raggiunto dalle altre serie televisive. In particolare le prime puntate vennero incentrate sui problemi di relazione di Shinji e dei suoi costanti tentativi di avvicinamento con Rei. Il personale creativo però si sentì insoddisfatto del risultato ottenuto, ritenuto troppo greve e opprimente. Per dare un impulso diverso si inserì quindi il personaggio irriverente ed esuberante di Asuka nell'ottavo episodio, causa e centro di numerose situazioni comiche e tipicamente adolescenziali.
Negli episodi seguenti i protagonisti, pur con le loro difficoltà di comunicazione, vennero ritratti con la leggerezza tipica della commedia, seguendo un convenzionale schema da anime fantascientifico tradizionale. Grazie all'intervento dello sceneggiatore dell'episodio, Shinji Higuchi, noto per il carattere umoristico e spensierato delle proprie opere, lo sviluppo dei personaggi assunse tinte sempre più positive: nelle puntate seguenti Misato riesce ad aprirsi a Shinji e a parlargli del suo passato doloroso, Asuka mostra un carattere più dolce e premuroso, il freddo comandante Ikari aiuta i suoi sottoposti ed elogia suo figlio per i risultati ottenuti.
Le ultime puntate avrebbero chiuso il cerchio degli eventi e concluso il percorso dei protagonisti; nella conclusione originariamente prevista dal personale ci sarebbe stata una scena in cui il freddo comandante Gendō, separandosi dal figlio, avrebbe detto «Vivi!» (生きろ?, Ikiro), in maniera simile al finale della precedente opera dello studio Gainax, Il mistero della pietra azzurra, in cui il capitano Nemo, padre di Nadia, pronuncia la stessa frase prima di sacrificarsi. Durante la prima messa in onda della serie però il regista incominciò a scagliarsi contro gli appassionati di animazione, accusandoli di essere eccessivamente chiusi e introversi; per questo motivò modificò l'atmosfera della seconda metà dell'anime, rendendo la narrazione ancora più cupa e introspettiva. Tale cambio di rotta si rifletté anche sullo sviluppo dei protagonisti. Pur subendo numerose critiche, Anno decise di far subire ai propositivi personaggi di Asuka e Tōji gravi violenze fisiche e psicologiche, ritenute poco adatte a un prodotto televisivo in fascia oraria protetta.
Come riportato da Michael House, all'epoca traduttore inglese madrelingua della Gainax, Anno aveva da principio l'idea di concludere l'anime con una scena di Shinji sorridente e con la piena maturazione dei personaggi, che sarebbero stati in grado di instaurare relazioni più sane, ma verso metà del lavoro si rese conto che ciò non sarebbe potuto avvenire in modo credibile; Anno avrebbe dunque fallito nel proprio intento, creando personaggi troppo chiusi e problematici. Asuka, ad esempio, all'inizio fu inserita per alleggerire i toni della serie e solo in corso d'opera si decise di calcare la mano sulla sua fragilità. Allo stesso tempo, rompendo un tabù della televisione giapponese, dedicò ampio spazio alla sessualità dei protagonisti, inserendo nella ventesima puntata una sequenza di sesso implicito, con un lungo fuoricampo di Misato che emette versi di piacere a letto con Kaji. Il regista dichiarò infatti di voler mostrare al pubblico, e in particolare ai bambini, come il sesso e la violenza siano parte integrante della vita umana.
Nel quattordicesimo episodio della serie egli volle approfondire Rei Ayanami, che sentiva di non aver adeguatamente indagato e con cui si percepiva meno affine rispetto agli altri personaggi. Trovandosi a corto di idee, un suo conoscente gli prestò un libro sulle malattie mentali. Da allora cercò di inserire sempre più concetti mutuati dalla psicologia e la psicoanalisi; in tal modo la tematica principale degli episodi divenne l'approfondimento dell'interiorità umana e le riflessioni sulla comunicazione interpersonale vennero portate avanti tramite diversi flussi di coscienza dei protagonisti. Shinji in particolare venne approfondito tramite numerosi monologhi interiori, come nel sedicesimo e nel ventesimo episodio. Le ultime puntate inoltre soffrirono della stretta tabella di marcia della produzione e molti episodi vennero realizzati in poco tempo, pur di rispettare le scadenze. Nel venticinquesimo i protagonisti si sottopongono tutti insieme a una seduta psicoanalitica in un teatro buio, ripercorrendo la propria infanzia tramite numerose analessi. Riscrivendo da capo la sceneggiatura Anno si focalizzò solo sulla psicologia dei personaggi principali e di Shinji in particolare, abbandonando completamente la trama principale e senza offrire una conclusione chiara all'intreccio narrativo dell'anime. Egli, in questo modo, cercò di lanciare un messaggio e una critica al mondo otaku e a sé stesso, in quanto otaku di vecchia data.

## Piloti
Nell'edizione giapponese della serie originale i piloti di Evangelion sono chiamati Children (チルドレン?, chirudoren). Il termine rimane plurale anche se riferito a un singolo individuo e tale scelta rimane nel doppiaggio italiano. Nella tetralogia cinematografica Rebuild of Evangelion invece i piloti sono indicati come "ragazzi", come nel caso di Shinji, indicato come "terzo ragazzo" (第三の少年?, dai-san no shōnen), o Rei, indicata come "prima ragazza" (第一の少女?, dai-ichi no shōjo).

### Shinji Ikari
Shinji Ikari (碇 シンジ?, Ikari Shinji) è il figlio di Gendō Rokubungi e Yui Ikari. In seguito alla prematura perdita della madre, scomparsa in un misterioso incidente davanti ai suoi occhi, il padre lo affida a un tutore. Una volta raggiunti i quattordici anni il genitore lo richiama a Neo Tokyo-3 per assumere il ruolo di Third Children, pilota assegnato al comando dell'Eva-01. Shinji, a causa dell'abbandono subito, si sente fortemente indesiderato e, come detto da Hideaki Anno, «ha rinunciato al tentativo di comprendere sé stesso», convincendosi di essere un individuo completamente inutile, schivo al contatto umano e incapace di suicidarsi. Rispetto all'eroe stereotipato di un tradizionale anime mecha risulta privo di energia, chiuso verso gli altri e caratterizzato da un atteggiamento negativo e pessimista. Dopo essersi trasferito a Neo Tokyo-3 egli inizia a stringere delle relazioni che hanno il merito di influenzarlo positivamente, soprattutto grazie agli altri piloti, i suoi compagni di classe e agli altri membri della Nerv, come Misato Katsuragi, sua superiore, e Ryōji Kaji. Nel doppiaggio originale è interpretato dalla seiyū Megumi Ogata. Nel primo adattamento italiano è doppiato da Daniele Raffaeli, mentre nel ridoppiaggio Netflix è interpretato da Stefano Broccoletti.

### Rei Ayanami
Rei Ayanami (綾波 レイ?, Ayanami Rei) è la pilota assegnata al comando dell'Evangelion 00 in qualità di First Children. La sua data di nascita è sconosciuta. È una ragazza taciturna e schiva che esegue meccanicamente qualsiasi ordine le venga impartito dai suoi superiori, anche se particolarmente crudele. Pare che si impegni nella lotta contro gli angeli come se fosse l'unico punto di collegamento fra lei e le altre persone, facendone la propria unica ragione di vita. Limita al minimo i contatti con il prossimo. L'unica eccezione in questo è rappresentata da Gendō Ikari, al quale sembra aprire il proprio cuore.

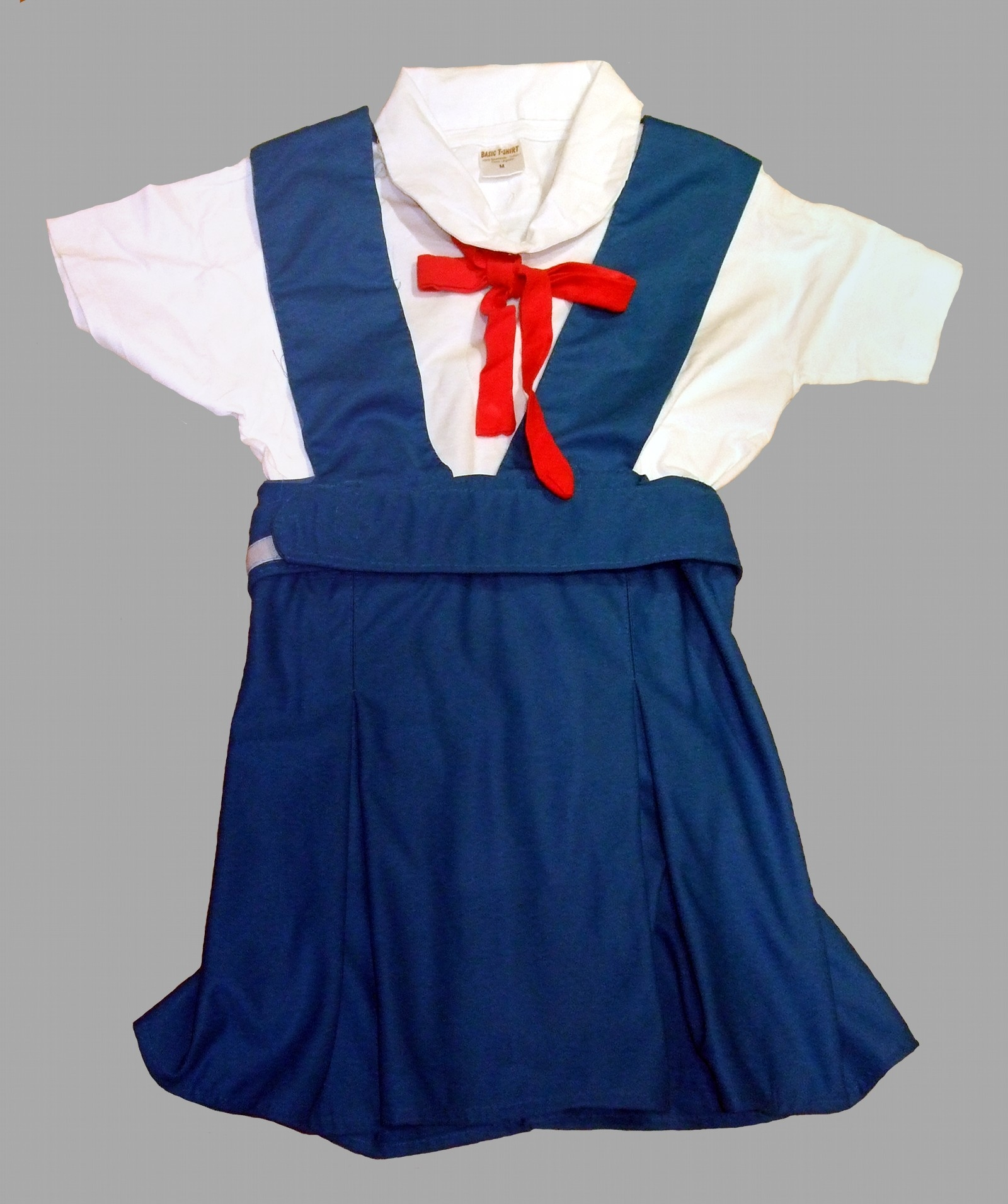
Riproduzione dell'uniforme scolastica indossata dalle studentesse della prima scuola media comunale di Neo Tokyo-3

Rei è in realtà un clone creato artificialmente dai geni di Yui Ikari, moglie di Gendō; ogni volta che una Rei muore essa viene sostituita da un nuovo esemplare, fattore che fa nascere in lei la consapevolezza di essere sempre sostituibile in caso di morte. Nel corso degli eventi stringe lentamente amicizia con Shinji, suo collega alla Nerv e compagno di classe, relazione che le fa scoprire le emozioni e la aiuta ad acquistare maggiore consapevolezza di sé e della propria identità. Anno richiese a Sadamoto di conferirle le sembianze di «una ragazza profondamente triste e di scarsa presenza». Secondo la doppiatrice nordamericana del personaggio, Amanda Winn Lee, dietro un'apparenza fredda e distaccata in Rei è presente una «piccola scintilla di umanità», offuscata però dalla scarsa stima che ella nutre di sé. Nel doppiaggio originale è interpretata da Megumi Hayashibara. Nel primo adattamento italiano è doppiata da Valentina Mari e, nel ridoppiaggio Netflix, da Lucrezia Marricchi.

### Asuka Sōryū Langley
Asuka Sōryū Langley (惣流 • アスカ • ラングレー?, Sōryū Asuka Rangurē) è la pilota assegnata al comando dell'Evangelion 02 in qualità di Second Children. È una ragazza dai capelli rossi e gli occhi azzurri nippo-tedesca, cresciuta ed educata in Germania. Un prodigio, già laureata a quattordici anni, coraggiosa, positiva e entusiasta del suo ruolo di pilota, soffre di uno spiccato complesso di inferiorità nei confronti del sesso maschile, bramosa di raggiungerne o di superarne l'immagine. Con le persone appena conosciute si dimostra autoritaria. Asuka inoltre soffre di problemi psichici che le fanno perdere la capacità di pilotare il proprio Evangelion nella seconda metà della serie. In un primo momento è emotivamente attratta dal collega Shinji Ikari, ma con il progredire degli eventi inizia a sviluppare un ambivalente sentimento di amore e odio nei suoi riguardi. Negli ultimi episodi dell'anime matura un profondo disgusto nei confronti di sé e incomincia a provare ansia all'idea di rimanere sola, in un quadro simile al disturbo d'ansia da separazione.
Nella tetralogia Rebuild of Evangelion il suo nome viene cambiato in Asuka Langley Shikinami e le viene attribuito il grado di capitano dell'aeronautica militare europea. Nel doppiaggio originale è interpretata da Yūko Miyamura. Nell'adattamento italiano è doppiata da Ilaria Latini e Domitilla D'Amico (nelle scene da bambina), mentre nel ridoppiaggio Netflix è interpretata da Sara Labidi.

### Tōji Suzuhara
Tōji Suzuhara (鈴原 トウジ?, Suzuhara Tōji) è uno studente della 2-A della prima scuola media comunale di Neo Tokyo-3. In un primo momento dimostra di nutrire un forte astio nei confronti di Shinji, ritenendolo direttamente responsabile di un incidente che ha colpito la sorella più piccola durante lo scontro fra il terzo angelo e l'Unità 01; nel terzo episodio arriva anche a picchiarlo, sferrandogli due pugni poco prima dell'arrivo del quarto angelo, Shamshel. Tuttavia, dopo aver assistito in prima persona allo scontro, insorgono in lui numerosi sensi di colpa per il gesto compiuto e diventa sinceramente preoccupato per Shinji, nonostante il carattere orgoglioso e fiero che gli impedisce di dimostrare apertamente i propri sentimenti. Benché si reputi un tipo duro e ostenti un carattere forte, nasconde un lato onesto, generoso e un po' introverso. Il suo approccio umano e il suo carattere espansivo hanno una positiva influenza su Ikari, nonché su tutti gli altri Children.

Tōji Suzuhara, Hikari Horaki e l'Eva-03 sulla copertina del sesto volume del manga

Nella seconda metà della serie viene scelto come Fourth Children, quarto soggetto qualificato e pilota assegnato alla guida dell'Eva-03. Tōji accetta il compito assegnatogli a condizione che sua sorella venga trasferita presso l'ospedale del quartier generale della Nerv. Durante il suo esperimento di attivazione però l'Unità 03 va fuori controllo, infettata dall'angelo Bardiel. L'Eva si scontra con lo 02 e lo 00, sconfiggendoli senza difficoltà, per poi ingaggiare una lotta corpo a corpo con lo 01, scontro che ha come risoluzione la sua completa distruzione. Pur sfuggendo alla morte, Tōji perde la gamba sinistra. Nel doppiaggio originale è interpretato da Tomokazu Seki, mentre nell'adattamento italiano è doppiato da Corrado Conforti e nel ridoppiaggio Neflix da Alex Polidori.

### Kaworu Nagisa
Kaworu Nagisa (渚 カヲル?, Nagisa Kaworu) è il Fifth Children, spedito alla Nerv come pilota di rimpiazzo dell'Unità 02 in seguito al crollo psicologico di Asuka. Stringe immediatamente amicizia con Shinji Ikari, verso il quale nutre un sincero e incondizionato affetto, per poi rivelarsi nei panni del diciassettesimo e ultimo angelo, Tabris. Penetra nel cosiddetto Terminal Dogma del quartier generale della Nerv nel tentativo di ricongiungersi con il primo angelo, apparentemente custodito nel livello più profondo della base, ma dopo aver scoperto che l'essere rinchiuso nel Terminal Dogma è in realtà il secondo angelo Lilith chiede a Shinji di ucciderlo. È nato il 13 settembre dell’anno 2000, nel giorno esatto del Second Impact. Nel doppiaggio originale è interpretato da Akira Ishida. Nella serie animata originale e nel lungometraggio The Feature Film è doppiato da Massimiliano Alto, mentre nel ridoppiaggio Netflix è interpretato da Gabriele Patriarca. Nelle restanti apparizioni a darne la voce è David Chevalier.

### Mari Illustrious Makinami
Mari Illustrious Makinami (真希波 • マリ • イラストリアス?, Makinami Mari Irasutoriasu) è un personaggio introdotto in 2.0 You Can (Not) Advance, secondo capitolo della tetralogia Rebuild of Evangelion. Apparentemente originaria dell'Inghilterra, è una pilota della filiale europea della Nerv. In un primo momento compare come pilota assegnata all'Unità provvisoria 05, per poi combattere a bordo dell'Eva-02 di Asuka. Nel doppiaggio originale è interpretata da Maaya Sakamoto, mentre nell'adattamento italiano è doppiata da Monica Ward.

## Personale della Nerv

### Gendō Ikari
Gendō Ikari (碇 ゲンドウ?, Ikari Gendō) è il comandante supremo della Nerv, marito di Yui Ikari nonché padre di Shinji, con il quale vive un rapporto difficile. Porta avanti il Progetto Adam e il cosiddetto Progetto per il Perfezionamento dell'Uomo. Uomo freddo, pragmatico e calcolatore, mantiene un atteggiamento distante nei confronti di tutti i suoi sottoposti; soltanto Fuyutsuki sembra in grado di comprendere i suoi pensieri. Il suo atteggiamento lo porta a usare qualsiasi mezzo pur di raggiungere i propri scopi personali, intraprendendo una relazione sentimentale e sessuale con la dottoressa Naoko Akagi prima e con sua figlia Ritsuko poi; egli persegue in realtà il Progetto per il perfezionamento nella speranza di poter incontrare nuovamente sua moglie, Yui, morta anni prima in un misterioso incidente, ricongiungendosi con lei. Egli svolge inoltre il ruolo di principale antagonista nella saga del Rebuild, e in particolare in Evangelion: 3.0+1.0 Thrice Upon a Time, l'ultimo capitolo della saga. Nel doppiaggio originale è interpretato da Fumihiko Tachiki. Nell'adattamento italiano è doppiato da Massimo Corvo e nel ridoppiaggio Netflix da Roberto Draghetti.

### Kōzō Fuyutsuki
Kōzō Fuyutsuki (冬月 コウゾウ?, Fuyutsuki Kōzō) è il vicecomandante dell'agenzia speciale Nerv. Dopo aver ottenuto la cattedra di insegnante di biologia metafisica all'Università di Kyoto nel 1999 incontra Yui Ikari, una promettente studentessa del medesimo dipartimento; è in questo periodo che conosce il fidanzato di lei, Gendō, verso cui nutre immediatamente sospetti. In seguito al Second Impact inizia a lavorare come medico non accreditato per aiutare gli sfollati e i profughi. Viene poi chiamato dalle Nazioni Unite per condurre una formale indagine sull'avvenimento e si imbatte nuovamente in Gendō, rafforzando i sospetti che nutriva già nei suoi riguardi. Comincia infatti a pensare che lui e una misteriosa organizzazione chiamata Seele possano essere i responsabili della catastrofe e della morte di miliardi di persone. Nel 2003 continua a investigare per conto proprio sulla faccenda; giunto nel Laboratorio per l'Evoluzione Artificiale, minaccia di rendere pubblica la verità scoperta, ma Ikari lo conduce in un posto chiamato Central Dogma, nel quale incontra la dottoressa Naoko Akagi e apprende il nome dell'associazione in cui entrambi operano segretamente, il Gehirn. Ikari chiede a Fuyutsuki di collaborare con lui per costruire «la nuova storia del genere umano», invito che, per motivi sconosciuti, accetta. In seguito diventa vicecomandante della Nerv e spalla di Ikari.

Copertina dell'ottavo volume del manga raffigurante Fuyutsuki (a sinistra), Yui (al centro), Gendō (a destra) e, sullo sfondo, l'Unità 01

Benché condivida gli obiettivi di fondo della Nerv, in alcune occasioni dimostra di non approvarne i mezzi. Ha un carattere equilibrato e non si lascia prendere dal panico neanche nelle situazioni drammatiche. Malgrado il suo ruolo di vice Fuyutsuki mantiene una personalità affettuosa e un approccio umano verso i suoi sottoposti, inclusi i piloti. Nel lungometraggio The End of Evangelion durante il cosiddetto Perfezionamento dell'uomo gli appare una visione di Yui Ikari e la accoglie sorridendo. Egli assiste con serenità al processo nell'attesa di poter rivedere la donna, che non ha mai smesso d'amare. Il suo nome proviene dall'omonimo cacciatorpediniere di classe Akizuki. Nel doppiaggio originale è interpretato da Motomu Kiyokawa. Nell'adattamento italiano è doppiato da Oliviero Dinelli.

### Misato Katsuragi
Misato Katsuragi (葛城 ミサト?, Katsuragi Misato) è il capitano del reparto operativo della Nerv e tutrice di Shinji. A causa di una serie di traumi emotivi infantili ha sviluppato un carattere frivolo ed esuberante, ostentando un atteggiamento estroverso e conducendo uno stile di vita sciatto e disordinato.  La sua affettuosa personalità le fa talvolta dare la precedenza ai sentimenti umani piuttosto che al suo dovere di impiegata della Nerv, e la sua posizione lavorativa suscita in lei conflitti e la porta a dover fare delle scelte difficili. Nella saga del Rebuild svolge il ruolo di capitano della Wille, un'organizzazione nata per distruggere la Nerv. Nel doppiaggio originale è interpretata da Kotono Mitsuishi. Nell'adattamento italiano il suo ruolo è stato affidato a Stella Musy. Nella prima edizione di Death & Rebirth e The End of Evangelion viene doppiata da Francesca Guadagno, da Rachele Paolelli nel lungometraggio Evangelion: 3.0 You Can (Not) Redo e nell'edizione di Prime Video di Evangelion 3.0 + 1.0: Thrice Upon a Time e da Domitilla D'Amico nel ridoppiaggio Netflix.

### Ritsuko Akagi
Ritsuko Akagi (赤木 リツコ?, Akagi Ritsuko) è la responsabile della prima sezione del reparto tecnologico del quartier generale della Nerv, nonché una delle principali artefici dello sviluppo degli Evangelion. Nel 2005, durante l'università, incontra Misato Katsuragi, con cui stringe amicizia, e il fidanzato di lei, Kaji, verso il quale prova un forte senso di fastidio. Dopo aver completato gli studi a Neo Tokyo-2, nel 2008 entra nel centro di ricerca Gehirn come responsabile del Progetto E. In seguito al suo trasferimento presso l'agenzia speciale Nerv inizia a occuparsi della gestione del supercomputer Magi. Qui entra a stretto contatto con l'amante della madre, il comandante Ikari, venendo a conoscenza di informazioni segrete precluse a quasi tutti gli altri membri dell'organizzazione.

Ritsuko e Maya Ibuki sulla copertina del sesto filmbook della serie

È una donna razionale, con uno spiccato senso della disciplina e una distaccata capacità di giudizio. Per lei risulta difficile conciliare tutti questi lati del proprio carattere, spesso fonte di violenti contrasti emotivi. Dimostra grande determinazione e sangue freddo e anche nei confronti degli amici di lunga data esita a parlare di sé stessa. Nonostante però l'apparenza razionale e riservata dimostra di essere una donna sensibile, espressiva e passionale. All'inizio della sua carriera universitaria tinge i suoi capelli di biondo, così da differenziarsi e allontanarsi dall'ingombrante figura della madre Naoko. Ella alla fine si innamora dello stesso uomo di lei, ovvero Ikari, con cui stringe una relazione sentimentale segreta e al quale offre tutte le proprie competenze scientifiche e il proprio corpo. Nutre gelosia nei confronti di Rei, centro delle attenzioni del comandante, e con il tempo si spinge in avventate azioni di vendetta contro di lui, sentendosi usata e tradita.
In The End of Evangelion, non riuscendo più a gestire i propri sentimenti di amore e odio, tenta di distruggere il quartier generale della Nerv, pronunciando la frase «Mamma, vuoi morire assieme a me?». Tuttavia, il computer Casper, all'interno del quale è impressa la personalità di Naoko quale donna, rifiuta il comando di autodistruzione. Ritsuko finisce così con l'essere uccisa da un colpo di pistola del comandante Ikari. La rivista Newtype l'ha paragonata a dei precedenti personaggi di Anno, come Kazumi Amano di Gunbuster e Electra di Nadia. Nel doppiaggio originale è interpretata da Yuriko Yamaguchi. Nell'adattamento italiano è doppiata da Liliana Sorrentino e nel ridoppiaggio Netflix da Barbara De Bortoli.

### Ryōji Kaji
Ryōji Kaji (加持 リョウジ?, Kaji Ryōji) è un membro del reparto indagini speciali della Nerv. Durante l'università conosce Ritsuko Akagi e Misato Katsuragi, con la quale intraprende una relazione sentimentale e una convivenza, interrotte due anni dopo. Una volta entrato nella Nerv viene trasferito in Germania e nominato tutore di Asuka. Nel 2015 si reca assieme alla ragazza in Giappone, ove incontra di nuovo i suoi ex compagni universitari. Durante il viaggio trasporta in assoluta segretezza l'embrione del primo angelo, Adam, e lo consegna al comandante Ikari. Per costui sabota il cosiddetto Jet Alone, un robot costruito dalla comunità delle industrie chimiche rivali della Nerv. Kaji in realtà è anche un membro dell'agenzia investigativa del ministero degli affari interni del governo giapponese e viene inoltre incaricato dalla Seele di sorvegliare Ikari. Da tutto ciò si evince che egli è una spia al soldo di tre organizzazioni differenti. Anche il comandante sembra giovare del massimo profitto dalla sua presenza, pur essendo consapevole del suo doppio gioco.

Copertina del settimo volume del manga raffigurante Misato (a sinistra), Kaji (al centro) e sullo sfondo l'Unità 01

Benché resti sconosciuto il movente delle sue azioni, Kaji cerca di far luce sulla verità riguardo ai reali obiettivi della Nerv. Dopo la battaglia contro l'angelo Zeruel, tradito da uno dei suoi informatori, viene assassinato da un terzo uomo e lascia i risultati delle proprie indagini a Misato. In merito alla vera identità del suo assassino fra gli appassionati della serie nacquero subito delle teorie: a partire da alcune sequenze del ventesimo episodio molti di loro pensarono che la responsabile fosse proprio Misato, che prende una pistola nella scena prima della sua uccisione. L'ipotesi però venne smentita dagli autori della serie, per i quali il responsabile sarebbe da ricercare fra i membri della Seele oppure nei servizi segreti. Al fine di evitare equivoci di questo tipo alcune scene della versione director's cut della serie vennero cambiate. Per la realizzazione del personaggio gli autori si ispirarono al capitano Foster della serie televisiva inglese UFO. Nel doppiaggio originale è interpretato da Kouichi Yamadera, mentre nell'adattamento italiano è doppiato da Francesco Prando e nel ridoppiaggio Netflix da Emanuele Ruzza.

### Shigeru Aoba
Shigeru Aoba  (青葉 シゲル?, Aoba Shigeru) è, assieme a Makoto Hyuga e Maya Ibuki, uno dei tre operatori tecnici del Centro di comando operativo del quartier generale della Nerv. Shigeru è una persona realista, seria, professionale ed emotivamente distaccato. Non ha l'abitudine di parlare di sé stesso o della propria vita privata e non frequenta i propri colleghi, benché abbia con loro dei buoni rapporti. Al lavoro dimostra grande calma e sangue freddo. Shigeru è un grande appassionato di musica e suona la chitarra. In The End of Evangelion, durante il Perfezionamento dell'uomo, rimane terrorizzato dalla vista di tante Rei Ayanami. Mentre i suoi colleghi si trasformano in LCL con serenità, sul suo volto è visibile un'espressione di terrore e le Rei non assumono le sembianze di nessuna persona cara. L'avvenimento è stato a lungo fonte di diverse interpretazioni. Secondo quanto riportato dal libro The Essential Evangelion Chronicle, volume ufficiale dedicato al franchise di Evangelion, ciò sarebbe dovuto al fatto che Shigeru «non ha mai amato un'altra persona».
Durante la produzione era prevista una scena nel finale dell'undicesimo episodio della serie in cui Aoba avrebbe dovuto suonare un pezzo ad Asuka, Rei e Shinji sdraiati su una collina dopo la battaglia contro l'angelo Matarael. Gli autori inoltre volevano che nella sequenza finale della ventiseiesima puntata, in cui tutti i personaggi applaudono all'unisono Shinji con una versione strumentale della sigla Zankoku na tenshi no these, Shigeru li accompagnasse suonando la chitarra.  Il suo cognome proviene dall'omonimo incrociatore della Marina imperiale giapponese; il nome Shigeru invece venne scelto per creare un gioco di parole con Aoba Shigereru, una pellicola giapponese del 1974 diretta da Kihachi Okamoto. Nel doppiaggio originale è interpretato da Takehito Koyasu. Nell'adattamento italiano il suo ruolo è stato affidato a Davide Marzi nel doppiaggio Panini di Death & Rebirth e The End of Evangelion e a Vittorio Guerrieri in tutte le altre apparizioni. Nel ridoppiaggio Netflix è interpretato da Raffaele Carpentieri.

### Makoto Hyūga
Makoto Hyūga (日向 マコト?, Hyūga Makoto) è uno dei principali operatori della Nerv che dal ponte di comando segue e controlla tutte le operazioni delle unità Eva. Assiste il maggiore Misato Katsuragi nell'elaborazione strategica delle battaglie contro gli angeli. Makoto ha un carattere cordiale, gentile e compassionevole. Nonostante la cordialità, Makoto non esita a dire la propria e non si lascia intimidire neanche di fronte ai propri superiori. Rispetto ai propri colleghi riesce ad acquisire maggiore confidenza con il maggiore Katsuragi. In alcune occasioni si lancia in azioni alquanto avventate e sembra che nutra dei sentimenti nei confronti di Misato. Malgrado il suo amore segreto non sia ricambiato e ne sia cosciente, continua ad assisterla e a lanciarsi in azioni pericolose per aiutarla. In The End of Evangelion durante il Perfezionamento dell'uomo le appare Misato e sul suo volto è visibile un'espressione mista di terrore e di piacere. Il suo cognome è attinto dall'omonima nave da battaglia della Marina imperiale giapponese. Per quanto riguarda il nome invece Hideaki Anno dichiarò in un'occasione di non ricordare di preciso la ragione del nome, rintracciando però una possibile influenza nel romanzo Shinsengumi Keppuroku di Ryōtarō Shiba. È interpretato da Hiro Yūki, laddove nell'adattamento italiano è doppiato da Francesco Bulckaen e nel ridoppiaggio Netflix da David Chevalier.

### Maya Ibuki
Maya Ibuki (伊吹 マヤ?, Ibuki Maya) è uno dei tre operatori tecnici principali del centro di comando operativo del quartier generale della Nerv. Il suo compito principale è quello di riferire il tasso di sincronia dei piloti. Essendo direttamente coinvolta nel Progetto E, Maya è subordinata alla dottoressa Ritsuko Akagi, verso la quale prova un sentimento di venerazione; esegue fedelmente le direttive che lei le impartisce, ma benché sia un'assistente assidua e competente sembra soffrire di immaturità emotiva, tanto da essere tacciata di eccessivo idealismo dalla stessa Ritsuko. Il suo carattere scrupoloso le fa provare un sentimento di totale avversione nei confronti del sistema noto come Dummy System, che ritiene disumano. Durante gli scontri bellici in molte occasioni prova ribrezzo o vomita. Nel corso della serie diverse allusioni suggeriscono che la ragazza maturi dei sentimenti verso la dottoressa Akagi. Dalla semplice ammirazione professionale Maya sviluppa un certo desiderio nei confronti della superiore, trasformatosi poi in amore saffico. Per i nomi Maya e Ibuki Anno si ispirò a due incrociatori della Marina imperiale giapponese, nonché a un comandante presente nella serie Kaettekita Ultraman. Nel doppiaggio originale è interpretata da Miki Nagasawa, mentre nell'adattamento italiano è doppiata da Barbara De Bortoli e nel ridoppiaggio Netflix da Eva Padoan.

## Personale del Gehirn

### Kyōko Zeppelin Sōryū
Kyōko Zeppelin Sōryū (惣涜・キョウコ・ツェッペリン?, Sōryū Kyōko Tsepperin) è la madre di Asuka Sōryū Langley. Nata nel 1974, in una data non precisata entra presso la divisione tedesca del centro di ricerca Gehirn, futura Nerv. Nel 2005 viene sottoposta a un esperimento di contatto con l'Unità 02, di cui aveva promosso la costruzione. Durante l'esperimento però subisce una contaminazione mentale, uscendone psicologicamente distrutta. Ricoverata in ospedale, la donna diventa incapace di riconoscere Asuka e parla a una bambola di stoffa credendo che sia sua figlia. Il marito intraprende intanto una relazione con un'altra scienziata. Poco dopo Asuka viene scelta come Second Children e pilota dell'Unità 02; la piccola, credendo che l'avvenimento possa in qualche modo indurre la madre a riconoscerla di nuovo, corre nella sua stanza d'ospedale, trovando il suo corpo appeso al soffitto. Si suppone che una parte della sua anima, o il suo lato materno, sia rimasto racchiuso all'interno dell'Eva-02. Per i nomi Zeppelin e Sōryū gli autori si ispirarono a due navi da guerra, una tedesca e l'altra giapponese, mentre per il nome Kyōko presero spunto da un personaggio di un fumetto di Shinji Wada. Nel doppiaggio originale è interpretata da Maria Kawamura, mentre nell'adattamento italiano è doppiata da Francesca Fiorentini.

### Naoko Akagi
Naoko Akagi (赤木 ナオコ?, Akagi Naoko) è la madre e collega della dottoressa Ritsuko Akagi. Scienziata di fama mondiale, in un tempo non precisato diventa membro del centro di ricerca Gehirn, e in quanto tale viene a sapere la verità sul Second Impact e sul progetto di creazione degli Eva. Naoko intraprende una relazione segreta con il comandante in capo del Gehirn, Gendō, mentre egli è ancora sposato con la moglie Yui. Nel 2008 riesce a completare la teoria fondamentale del supercomputer Magi System, portato a termine solo due anni più tardi. Nei tre biocomputer Magi da lei sviluppati trascrive digitalmente i principali aspetti della sua personalità: quello di donna, di scienziata e di madre. Con il tempo si rende conto di essere sfruttata dal comandante Ikari per il proprio talento di scienziata e ricercatrice, ignorando però la verità e continuando la relazione. Nel 2010 Gendō giunge alla base con una bambina somigliante a Yui chiamata Rei Ayanami. La sera della sua visita Rei si smarrisce nella sala comandi del Gehirn e si imbatte in Naoko, cui si rivolge chiamandola «vecchia», per poi confessarle che è stato Gendō a chiamarla così. Nel viso di Rei la donna riconosce i tratti della rivale, e in un impeto di rabbia e di violenta emozione la strangola, per poi suicidarsi schiantandosi sul computer Caspar. Per il nome del personaggio Hideaki Anno si ispirò a una sua vecchia compagnia delle scuole elementari. Nel doppiaggio originale è interpretata da Mika Doi. Nel primo adattamento italiano è doppiata da Serena Verdirosi, mentre nel ridoppiaggio Netflix da Rachele Paolelli.

### Yui Ikari
Yui Ikari (碇 ユイ?, Ikari Yui) è la madre di Shinji e moglie di Gendō. Ha una personalità solare e ottimista. Nel 1999, da brillante studentessa dell'Università di Kyoto, incontra il professor Fuyutsuki e discute con lui in merito a una ricerca sull'evoluzione artificiale. Nell'autunno dello stesso anno si lega sentimentalmente con Gendō Rokubungi, convolando a nozze con grande disappunto di Fuyutsuki. In seguito lavora con il marito presso il Laboratorio per l'evoluzione artificiale. Nel 2004, all'età di ventisette anni, si propone di propria spontanea volontà come cavia in un esperimento di attivazione dell'Unità 01. Durante il test, per cause mai chiarite, perde la vita sotto gli occhi di Gendō, degli altri membri del Laboratorio e di suo figlio Shinji. La donna viene assorbita dall'umanoide e il suo corpo scompare nel nulla. Tutti i tentativi di recupero si rivelano infruttuosi e il caso viene archiviato come incidente, diventando tuttavia di dominio pubblico. Nelle ultime puntate della serie e in The End of Evangelion viene rivelato però che l'incidente fu frutto di una sua scelta deliberata. La sua anima viene custodita all'interno dell'unità e in diverse occasioni sembra riuscire ad aiutare il figlio controllandone i movimenti. Lo spirito di Yui fa sì che in The End of Evangelion suo figlio trovi il coraggio necessario per scegliere il proprio avvenire e quello dell'intera umanità, rinunciando al Perfezionamento dell'uomo. Il nome Yui venne scelto da Hideaki Anno perché simile a quello di Rei; mentre Rei (零?) significa "zero", "nullità", Yui (唯?) si può tradurre come "unico". Nel doppiaggio originale è interpretata da Megumi Hayashibara e nell'adattamento italiano da Valentina Mari; in ambedue i casi la doppiatrice è la stessa di Rei Ayanami.

## Personale della Wille

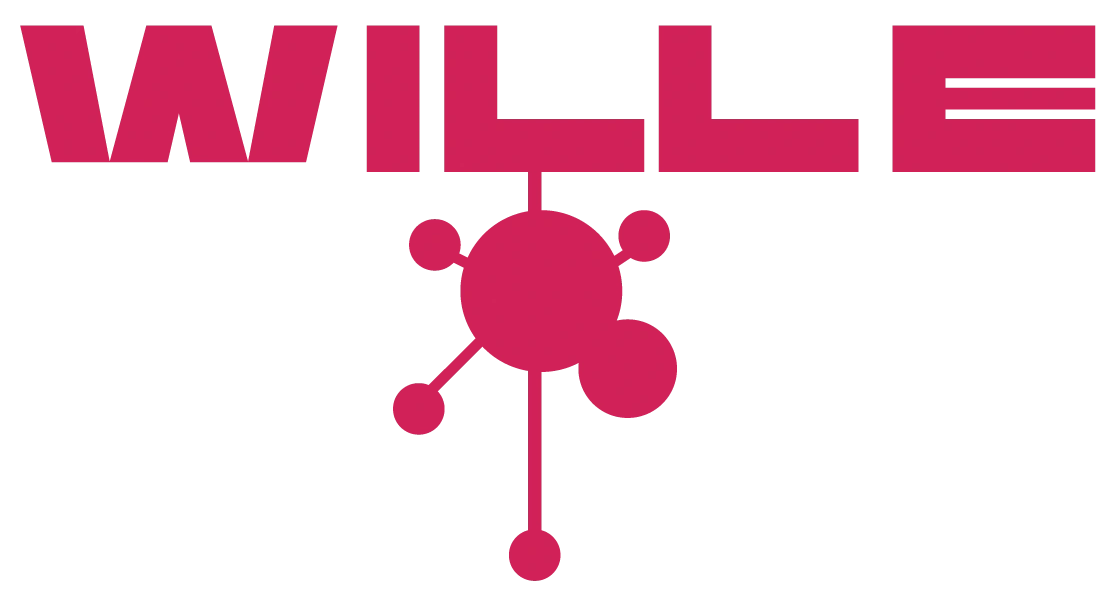
Logo della Wille

In Evangelion: 3.0 You Can (Not) Redo, terzo capitolo della serie Rebuild of Evangelion, viene introdotta una nuova organizzazione chiamata Wille (dal tedesco "volontà"), nata per distruggere la Nerv e capitanata da Misato Katsuragi.

### Sumire Nagara
Sumire Nagara (長良スミレ?, Nagara Sumire) è la responsabile del sistema antigravità di una nave volante chiamata AAA Wunder. È una ragazza fra i venticinque e i trent'anni dalla pelle scura, dai lunghi capelli castani raccolti in una coda di cavallo. Il suo nome deriva da quello della classe di incrociatori leggeri impiegati durante la seconda guerra mondiale dalla Marina imperiale giapponese. Nel doppiaggio originale è interpretata da Sayaka Ōhara, mentre nella versione italiana da Alessandra Chiari. Ōhara cercò di darle un'interpretazione che la rendesse una sorta di sorella maggiore; la descrisse infatti come una donna forte che ha dovuto affrontare momenti difficili e diverse perdite di persone care e che guida l'equipaggio della nave seguendo le orme di Misato. Secondo la doppiatrice inoltre ella tradisce le sue emozioni più segrete attraverso le espressioni facciali, scegliendo con calma e saggezza le sue parole.

### Kōji Takao
Kōji Takao (高雄コウジ?, Takao Kōji) è uno degli ingegneri della Wille, responsabile della sequenza d'accensione del motore della nave Wunder. Si presenta come un uomo dalla corporatura robusta, calvo e con un pizzetto unito a un paio di baffi neri. Takao è un conoscente di Kaji e grazie a lui è entrato in contatto con Misato. Il suo nome è ispirato a quello della classe di quattro incrociatori pesanti della Marina imperiale giapponese, sfruttati per la guerra del Pacifico. Nel doppiaggio originale è interpretato da Akio Ōtsuka, mentre nella versione italiana da Roberto Stocchi. Ōtsuka aveva già doppiato un personaggio di una serie di Hideaki Anno, ovvero il Nemo di Nadia - Il mistero della pietra azzurra e descrisse Kōji come un uomo d'affari efficiente che si è fatto strada nel proprio campo.

### Hideki Tama
Hideki Tama (多摩ヒデキ?, Tama Hideki) è un giovane ingegnere, collega di Takao sulla Wunder. Magro e dai capelli folti e neri, è timido e riservato; durante le operazioni tiene sempre dei manuali sotto mano da poter consultare come riferimento. Il suo nome deriva da quello dell'omonimo incrociatore usato nella seconda guerra mondiale. Nel doppiaggio originale è interpretato da Anri Katsu, il quale venne incaricato da Anno di trasmettere debolezza e umanità nel personaggio, mentre nella versione italiana ha la voce di Andrea Mete. Katsu lo descrisse come un ragazzo che prende il proprio tempo, abituato a seguire le regole e un po' codardo, che riesce però a fare comunque il proprio dovere nei momenti di pericolo e che è stato addestrato a fare il minimo indispensabile.

### Midori Kitakami
Midori Kitakami (北上ミドリ?, Kitakami Midori) è una degli ingegneri in servizio sull'AAA Wunder. È una ragazza magra dai capelli rosa, pigra e timorosa. Il suo pannello di controllo è ricoperto di note autoadesive. Il suo nome è preso dall'incrociatore giapponese in servizio dal 1920 al 1945. Nel doppiaggio originale è interpretata da Mariya Ise, mentre nella versione italiana da Eva Padoan. Ise descrisse Midori come una ragazza moderna, poco disposta a fare cose difficili e a usare toni formali con i propri superiori. Anno le chiese di farla sembrare una ragazza della generazione Yidori, nata a cavallo fra gli ottanta e i novanta.

### Sakura Suzuhara
Sakura Suzuhara (鈴原 サクラ?, Suzuhara Sakura) è uno dei membri della Wille. Presentata brevemente per la prima volta in Evangelion: 2.0 You Can (Not) Advance, ma senza avere delle linee di dialogo, Sakura è la sorella minore di Tōji. Prova un profondo senso di ammirazione per Misato, che prende a modello; è una ragazza gentile, semplice e solare. È doppiata in giapponese da Miyuki Sawashiro e nella versione italiana da Letizia Ciampa.

## Altri personaggi della serie e dei lungometraggi

### Lorenz Keel

Keel sulla copertina del decimo VHS della serie

Lorenz Keel (キール • ローレンツ?, Rorentsu Kiiru) è il presidente della Commissione per il Perfezionamento dell'Uomo e dell'organizzazione segreta Seele. Nel suo corpo sono innestate molteplici componenti cibernetiche, che gli consentono di possedere ancora energia vitale nonostante la sua lunga età. Manipola di nascosto le sorti del mondo per vedere concretizzato il Third Impact. Ha una personalità calma e razionale ed è di nazionalità tedesca. Per il nome del personaggio gli autori si ispirarono al biologo austriaco Konrad Lorenz; nel documento di presentazione della serie il suo nome avrebbe dovuto essere proprio Konrad, mentre la sua età venne esplicitamente specificata in sessantasette anni. Nel doppiaggio originale è interpretato da Mugihito. Nell'adattamento italiano il suo ruolo è stato affidato a Gianni Musy, sia nella serie televisiva originale, sia in alcuni lungometraggi. Le uniche eccezioni sono rappresentate dal quattordicesimo, dal diciannovesimo, dal ventitreesimo e dal ventiquattresimo episodio dell'anime, nei quali è interpretato da Glauco Onorato, e dal lungometraggio Evangelion: 3.0 You Can (Not) Redo, in cui è doppiato da Luciano De Ambrosis. Nel ridoppiaggio Netflix invece ha la voce di Edoardo Siravo.

### Hikari Horaki
Hikari Horaki (洞木 ヒカリ?, Horaki Hikari) è la capoclasse della 2-A della scuola media comunale di Neo Tokyo-3. Ha una sorella maggiore, Kodama, e una minore, chiamata Nozomi. Hikari ha un carattere scontroso, rigido e ligio alle regole, nascondendo un lato dolce e paziente: verso le proprie sorelle e i propri amici in particolare dà prova di essere premurosa e attenta ai loro bisogni. Schernisce e riprende continuamente il suo compagno Tōji Suzuhara, probabilmente per nascondere e reprimere un sentimento d'amore nei suoi confronti. Fra tutte le ragazze della 2-A è l'unica a riuscire a stringere realmente amicizia con Asuka. Negli ultimi episodi della serie la compagna attraversa un grave tracollo emotivo e Hikari le rimane vicina ospitandola in casa propria, dimostrandole fino alla fine un affetto sincero e incondizionato. Per il cognome del personaggio Anno prese spunto dal romanzo Ai to gensō no fascism di Murakami; i nomi delle sue due sorelle, Kodama e Nozomi, sono invece presi da dei treni ad alta velocità della linea Tōkaidō Shinkansen. Nel doppiaggio originale è interpretata da Junko Iwao, laddove nell'adattamento italiano è doppiata da Federica De Bortoli e nel ridoppiaggio Netflix da Agnese Marteddu.

### Kensuke Aida
Kensuke Aida (相田 ケンスケ?, Aida Kensuke) è uno degli studenti della classe 2-A della prima scuola media comunale di Neo Tokyo-3. Dotato di una spiccata capacità dialettica, è un fervido appassionato di vita militare e interpreta spesso dei giochi di sopravvivenza quando è da solo in mezzo alla campagna. Come gli altri suoi compagni di classe Shinji Ikari, Tōji Suzuhara, Rei Ayanami e Hikari Horaki è orfano di madre. Da alcuni dialoghi del diciassettesimo episodio viene lasciato intendere che suo padre faccia parte dell'amministrazione della Nerv, al settore ricerche oppure alla divisione degli affari generali. Insieme al resto della scuola si trasferisce altrove dopo la distruzione di Tokyo-3. Nel gioco Battle Orchestra per PlayStation 2 Kensuke è il pilota assegnato all'Unità 04. Nel doppiaggio originale è interpretato da Tetsuya Iwanaga, mentre nell'adattamento italiano è doppiato da Stefano Crescentini e nel ridoppiaggio Netflix da Riccardo Suarez.

### Pen-Pen

Misato, Kaji e Pen-Pen sulla copertina del quinto filmbook di Evangelion

Pen-Pen (ペンペン?, Penpen), PenPen o Pen2, è un piccolo pinguino domestico e animale di compagnia di Misato Katsuragi. L'animale appartiene alla cosiddetta nuova razza delle sorgenti termali; Pen-Pen è molto probabilmente il risultato di un qualche esperimento di biotecnologia e dispone di un numero di serie sul collare, BX 293A. Di fatto pare abbia un alto quoziente intellettivo, che gli permette di farsi il bagno da solo, comprendere il linguaggio degli esseri umani, leggere il giornale e vivere in totale autonomia all'interno dell'appartamento di Misato. Negli ultimi episodi viene trasferito in una casa di campagna con la famiglia Horaki. Yoshiyuki Sadamoto ideò il personaggio per andare incontro alla richiesta del personale di inserire un essere che potesse fungere da mascotte della serie. Vista l'ambientazione, cioè Hakone, località nota per le sue sorgente termali, si pensò in un primo momento a una scimmia, ma l'idea venne scartata perché giudicata poco accattivante. Pen-Pen potrebbe essere ispirato a Mister Pen-Pen (Ｍｒ．ペンペン?), un pinguino geneticamente modificato apparso in un anime del 1986. Nel doppiaggio originale è interpretato da Megumi Hayashibara, laddove nell'adattamento italiano dei lungometraggi è doppiato da Fabrizio Mazzotta, mentre nell'anime rimane la voce di Hayashibara.

### Shiro Tokita
Shiro Tokita (時田シロ?, Tokita Shirō) è un rappresentante della Comunità delle industrie chimiche unite nipponiche, principale responsabile della costruzione del Jet Alone, un robot umanoide sviluppato appositamente per poter competere con gli Eva della Nerv, dei quali è al corrente di molte informazioni segrete grazie a delle operazioni di spionaggio. Appare soltanto nel settimo episodio della serie, nel quale ironizza apertamente sulle capacità dei concorrenti e mette in ridicolo gli Evangelion di fronte alla responsabile del progetto, Ritsuko Akagi. Durante l'esperimento di attivazione il Jet Alone, contro ogni sua previsione, va fuori controllo, minacciando una crisi atomica. Dopo una iniziale titubanza Tokita cede al capitano Misato Katsuragi il codice d'accesso segreto per attivare il comando di arresto. Per il nome del personaggio Anno attinse da Ai to gensō no fascism di Murakami; il settimo episodio nomina anche due uomini chiamati Manda e Yasugi, i cui nomi sono presi in prestito dallo stesso romanzo. Nel doppiaggio originale è interpretato da Yoshitada Otsuka, mentre in quello italiano da Massimo Rossi.

## Personaggi in altri media

### Detective Evangelion
Nel videogioco Detective Evangelion (名探偵エヴァンゲリオン?, Meitantei Evangerion), pubblicato per PlayStation 2 nel 2007 da Broccoli e tratto dal manga spin-off Evangelion - Detective Shinji Ikari, compaiono tre operatrici della Nerv mai apparse nella serie originale: ognuna di loro sovrintende uno dei computer del Magi System e tutte insieme rispecchiano gli aspetti della personalità di Naoko Akagi contenuti nelle macchine.

#### Kaede Agano
Kaede Agano (阿賀野 カエデ?) è una donna semplice con capelli castano chiaro corti. Ha un forte senso della famiglia, è gentile ed è una buona cuoca; è responsabile di Baltashar, in cui è racchiuso il lato materno della dottoressa Akagi. È doppiata da Ai Shimizu.

#### Satsuki Ōi
Satsuki Ōi (大井サツキ?), una russo-giapponese sensuale dai capelli lunghi e con il vizio per la vodka. Vive da sola e beve molto per poter dimenticare la propria solitudine. È responsabile di Casper, il lato femminile di Naoko, e del programma di miglioramento della sensibilità di Shinji. È doppiata da Maria Yamamoto.

#### Aoi Mogami
Aoi Mogami (最上アオイ?), una ragazza con gli occhiali, molto intelligente e diretta, addetta a Melchior, che contiene la Naoko quale scienziata, e al programma di miglioramento dell'intelligenza di Shinji. È doppiata da Yui Horie.

#### Vittime e personaggi minori
Il titolo presenta anche numerosi altri personaggi, che vengono brutalmente assassinati e sul cui caso indaga Shinji Ikari:
- Natsuko Kako (加古ナツコ?), prima vittima, una ragazza di quattordici anni che frequenta la scuola media di Neo Tokyo-3.
- Kyōko Nachi (那智キョウコ?), seconda vittima, un'insegnante di ventinove anni presso la scuola media di Neo Tokyo-3[253].
- Erika Kashii (香椎エリカ?), terza vittima, una donna di ventisette anni, membro del dipartimento forense della Nerv[254].
- Mimi Satsuma (薩摩ミミ?), quarta vittima, un'insegnante ventitreenne presso la scuola media di Neo Tokyo-3[255].

Nel gioco compaiono inoltre il sindaco Shirase (白瀬市長?), sindaco di Neo Tokyo-3, un uomo chiamato Kokubunji (国分寺?), direttore di un impianto chiamato Kichijoji Bowl, e il dottor Hideaki Katsuragi (葛城ヒデアキ?), padre di Misato e capo del gruppo di ricerca responsabile del Second Impact.

### Evangelion Battlefields
Evangelion Battlefields (エヴァンゲリオンバトルフィールズ?, Evangerion Batorufiiruzu) è un gioco uscito per i sistemi iOS e Android il 2 aprile 2020, che permette al giocatore di comandare e combattere con vari Evangelion. È stato prodotto dallo studio Khara e realizzato da Mobcast e Takara Tomy Arts.

#### Kotone Suzunami
Kotone Suzunami (涼波コトネ?) è un'allegra ragazza di quattordici anni, nuova collega pilota di Shinji. È solita riferirsi ai propri compagni di classe con il termine onorifico giapponese di senpai. Viene doppiata da Megumi Han.

#### Hitomi Amagi
Hitomi Amagi (天城ヒトミ?) è una donna di ventisette anni introdotta sia come operatrice della Nerv e sia come consulente per la salute mentale; nella seconda stagione del titolo diventa un personaggio giocabile. Viene doppiata da Mai Nakahara.

### Neon Genesis Evangelion RPG: The Nerv White Paper
Neon Genesis Evangelion RPG: The Nerv White Paper (新世紀エヴァンゲリオンRPG NERV白書?) è un gioco di ruolo da tavolo pubblicato dalla Kadokawa Shoten nel 1996. Il gioco, ambientato durante gli eventi della serie classica, introduce un nuovo pilota e alcuni angeli differenti.

#### Comandante Nikolayev
Il comandante Nikolayev (ニコラーエフ 司令官?) è il capo della sezione russa della Nerv. Apparentemente amichevole, amabile e di buone maniere, in realtà con questo atteggiamento positivo potrebbe fare soltanto stonewalling verso il quartier generale della Nerv e celare la sua vera indole.

#### Marie Vincennes
Marie Vincennes (マリイ・ヴァンセンヌ?) è una ragazza di quattordici anni nata negli Stati Uniti; un prodigio con un dottorato di ricerca, è chiamata dalla Nerv il 7 luglio 2005 per contribuire all'avanzamento scientifico dei programmi sugli Evangelion. Nonostante abbia una voce gentile e delle buone maniere Marie è egocentrica e arrogante. Dopo il suo arrivo si iniziano a registrare delle anomalie negli Evangelion. Durante una festa di benvenuto a lei dedicata presso l'appartamento di Misato, in cui tutti i principali membri dell'organizzazione si presentano, non lega con nessuno se non con il pinguino Pen-Pen, che abbraccia a fine serata. Sentendosi trattata come una estranea, Marie vende alcune tecnologie da lei sviluppate alla CIA. In seguito all'uccisione di due agenti americani e a un incidente causato dalle sue invenzioni si rende conto dell'errore fatto e confessa tutto. Marie rivela ai membri della Nerv di essere lei la responsabile delle anomalie e di aver inserito un chip contenente il programma per annullare le modifiche agli Evangelion da lei introdotte nel collare di Pen-Pen. Una volta scampato il pericolo Marie viene spedita in Cina e le viene assegnato lo sviluppo dell'Eva-08, e a fine gioco saluta i membri della Nerv alla stazione di Neo Hakone Yumoto dicendo: «Ci vediamo, amici miei».

### Secret of Evangelion
Secret of Evangelion (シークレット オブ エヴァンゲリオン?, Shīkuretto Obu Evangerion) è un videogioco per PlayStation 2 sviluppato da West One e pubblicato da Jinx il 21 dicembre 2006.

#### Kyōya Kenzai
Kyōya Kenzaki (剣崎キョウヤ?) è un membro della prima sezione del reparto investigativo dell'agenzia speciale Nerv. Egli è il protagonista del gioco; ha ventinove anni, dimostra un atteggiamento calmo e accorto e porta costantemente gli occhiali da sole. Kyōya svolge fedelmente i propri compiti, non teme la morte e non gli importa di andare d'accordo con le altre persone. Conosce Misato, Kaji e Ritsuko fin dai tempi dell'università. All'inizio di Secret of Evangelion è incaricato di consegnare l'Eva-04 al quartier generale della Nerv, ma si imbatte in dei misteriosi incidenti, attacchi terroristici e in una cospirazione all'interno della stessa organizzazione. Il suo design è stato curato da Shunji Suzumi, già membro del personale della serie originale.

#### Hitomi Kaga
Hitomi Kaga (加賀ヒトミ?, Kaga Hitomi) è una scienziata nel primo reparto scientifico della Nerv; è una donna intelligente e brillante, ma al tempo stesso distratta e imbranata. Kyōya è laureata in biologia metafisica e partecipa al Progetto E assieme a Ritsuko Akagi, venendo pertanto coinvolta nello sviluppo degli Eva e nella creazione dei Dummy System e dei Dummy Plug. Gioca un ruolo centrale durante un'operazione di recupero di Shinji Ikari, rimasto intrappolato all'interno di un'unità Evangelion.

### Altri

#### Mana Kirishima
Mana Kirishima (霧島 マナ?, Kirishima Mana) è un personaggio introdotto nella visual novel del 1997 Shin seiki Evangelion - Kōtetsu no girlfriend, pubblicata da Bandai. È una timida e gentile ragazza di quattordici anni dai capelli rossicci originaria della città di Akune. Si trasferisce nella classe 2-A della scuola media di Neo Tokyo-3, attirando subito le attenzioni dei suoi compagni maschi e in special modo di Shinji. Fra i due si instaura subito un rapporto di grande affinità: Ikari è attratto dal suo comportamento schietto e diretto e si avvicina a lei nonostante le accuse della gelosa Asuka, che pensa sia una spia che vuole sfruttarlo per i suoi fini.

Mana (al centro) fra Rei e Asuka sulla copertina del dodicesimo volume di Raising Project

Nel corso degli eventi si scopre che Mana è una spia agli ordini di una società rivale della Nerv e uno dei piloti assegnati a un mecha chiamato Trident, assieme ad altri due ragazzi chiamati Musashi Lee Strasberg (ムサシ・リー・ストラスバーグ?) e Keita Asari (浅利 ケイタ?). A un certo punto del gioco il mecha va fuori controllo e i tre piloti della Nerv vengono incaricati di abbatterlo. A seconda delle opzioni scelte dal giocatore vengono proposti diversi finali, in cui Mana si trasferisce in un'altra città, muore in combattimento o entra a far parte della Nerv. Il suo nome viene dall'incrociatore Kirishima. Oltre che in Kōtetsu no girlfriend la giovane compare nel manga Neon Genesis Evangelion The Shinji Ikari Raising Project e in Petit Eva - Evangelion@School. La sua personalità e il suo aspetto sono a metà fra quelle di Asuka e Rei e in giapponese è doppiata da Megumi Hayashibara, la stessa interprete di Ayanami.

#### Mayumi Yamagishi
Mayumi Yamagishi (山岸マユミ?, Yamagishi Mayumi) è un personaggio introdotto nel videogioco Shin seiki Evangelion - 2nd Impression (新世紀エヴァンゲリオン 2nd Impression?), pubblicato nel 1997 per Sega Saturn da Sega-AM2. È una ragazza timida dai lunghi capelli neri e gli occhiali che si trasferisce nella 2-A della scuola media comunale di Neo Tokyo-3. Il gioco ruota attorno al suo sempre più stretto rapporto con Shinji, che sembra nutrire dei sentimenti verso di lei. In seguito alla comparsa di un angelo chiamato "Angelo originale" si scopre che Mayumi custodisce all'interno del proprio corpo il nucleo del nemico, ovvero il suo unico punto debole. In uno degli scenari del videogioco Mayumi chiede a Shinji di ucciderla, per poi tentare lei stessa il suicidio; Shinji riesce a salvare la ragazza, che a battaglia conclusa si trasferisce in un'altra scuola. È doppiata da Kyōko Hikami.

#### Nene Matsukaze
Nene Matsukaze (松風ネネ?) è un personaggio introdotto nella visual novel Shinseiki Evangerion Gaiden 2: Ningyō-tachi no utage (新世紀エヴァンゲリオン外伝2 〜人形達の宴〜?), pubblicata il 30 maggio 2006 da Tin Machine. È una nuova studentessa della classe 2-A della scuola media di Neo Tokyo-3. Porta costantemente con sé un pupazzo a forma di orsacchiotto, che crede contenere uno spirito chiamato Sandy. Il suo design nacque da un concorso indetto dalla Gainax per la creazione di un personaggio originale da presentare nel videogioco disegnato dagli appassionati.

## Accoglienza

### Il successo di pubblico
(Amos Wong (Aerial Magazine))
I personaggi di Neon Genesis Evangelion furono immediatamente molto apprezzati dal pubblico giapponese, comparendo in cima a diverse classifiche di popolarità. Secondo il sito Sora News 24 essi godrebbero di «eterna popolarità», come testimoniato dal loro massiccio uso per gli articoli di merchandise rivolti agli otaku. La serie stessa svettò per più anni negli Anime Grand Prix, i grandi sondaggi annuali condotti dalla rivista Animage. Nel 1996 Shinji e Gendō occuparono il secondo e il sedicesimo posto fra i personaggi maschili più amati; Rei, Asuka e Misato il primo, il terzo e l'ottavo fra quelli femminili. Nel 1997 le classifiche videro la presenza di Shinji (1º), Kaworu (2º), Kaji (10º), Gendō (14º), Tōji (44º) e Fuyutsuki (57º) fra quelli maschili e Rei (1º), Asuka (4º), Misato (8º), Maya (19º), Ritsuko (27º) e Hikari (47º) fra quelli femminili. Nel 1998 Shinji e Kaworu mantennero il loro piazzamento, mentre Rei, Asuka e Misato scesero al quinto, al sesto e al dodicesimo. Per diversi anni alcuni di loro comparvero anche nelle classifiche mensili del periodico, come Shinji, Asuka, Rei e Maya.
Anche nei sondaggi della rivista Newtype comparvero spesso i protagonisti dell'opera, anche a distanza di anni dalla prima messa in onda; da agosto a ottobre 2009 essi si imposero fra i più popolari fra i lettori del periodico, tanto nella categoria maschile quanto in quella femminile. L'anno seguente, a marzo 2010, Newtype nominò Rei il personaggio femminile più popolare degli anni novanta e posizionò Shinji e Kaworu al primo e al secondo posto nella categoria maschile.

### I giudizi della critica
I personaggi di Neon Genesis Evangelion divisero la critica. Peter Harcoff del webzine The Anime Critic per esempio non apprezzò la personalità debole di Shinji e quella scontrosa di Asuka, lodando però le relazioni che si costruiscono fra i protagonisti e le loro motivazioni. Anche il sito Anime Planet, critico nei confronti di alcuni aspetti della serie, espresse parole di elogio per i personaggi. Anche Raphael See di T.H.E.M. Anime Reviews trovò la loro caratterizzazione «un po' irritante» e ricca di cliché, sottolineando di aver visto personalità simili in diversi anime precedenti. Dello stesso pensiero si dimostrò il suo collega Tim Jones, che disprezzò la psicologia dei vari protagonisti, tutti con un passato tragico e con problemi di relazione, con l'eccezione di Kaji. Una scena di sesso implicito nella ventesima puntata suscitò delle polemiche, vista la fascia oraria pomeridiana di trasmissione della serie, e gli ultimi due episodi, completamente incentrati sull'approfondimento psicologico e su monologhi interiori di Shinji, alzarono ulteriori polemiche e polarizzarono ancora di più le opinioni dei critici. Per l'antropologo Lawrence Eng il finale non darebbe una conclusione sensata alla maggior parte degli archi narrativi dei personaggi e molti appassionati si sarebbero sentiti traditi da Anno. Ricardo Conteras di Vice, pur non ritenendo la conclusione incomprensibile, la descrisse comunque come incongruente con quanto affrontato dai protagonisti in tutto il resto della serie.

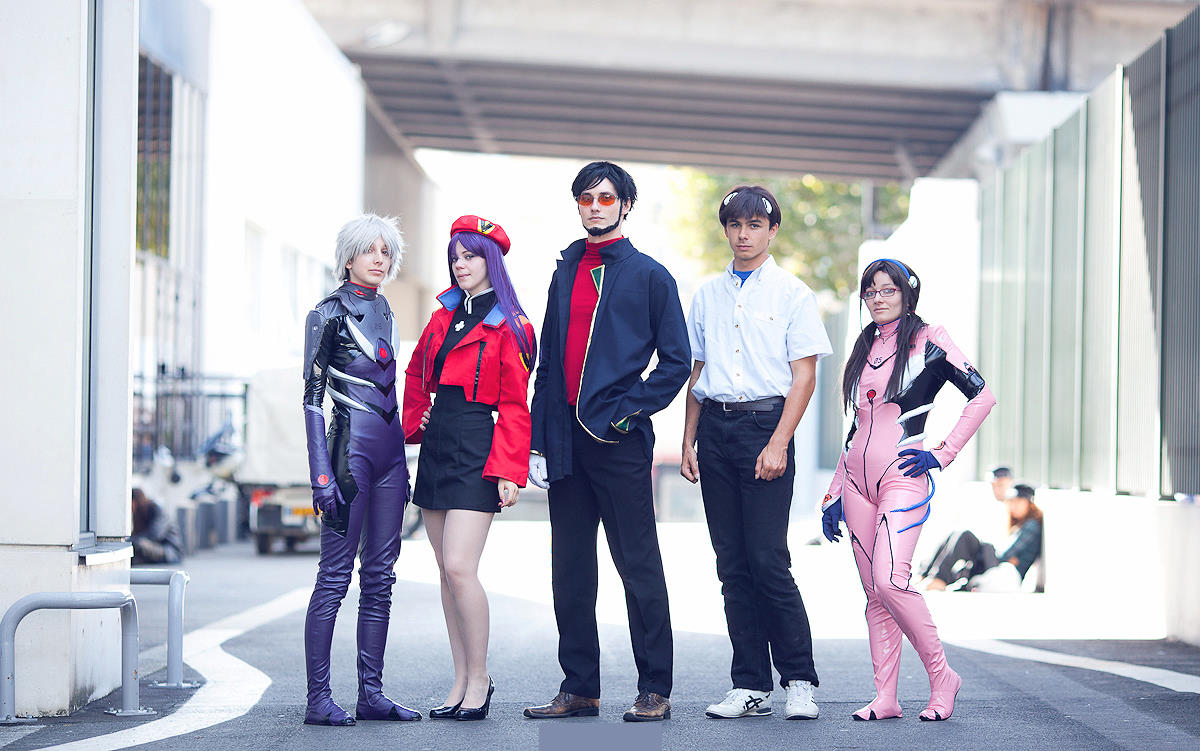
Appassionati travestiti come diversi personaggi del franchise: da sinistra si riconoscono Kaworu Nagisa, Misato Katsuragi, Gendō e Shinji Ikari e Mari Illustrious Makinami

Altri recensori e giornalisti espressero parole di elogio per la caratterizzazione dei protagonisti. Secondo Rita Jackson di Kotaku «non è divertente passare del tempo con questi personaggi», vista la forte pressione emotiva e le angosce che sono costretti a subire; secondo lei inoltre «a volte i personaggi sembrano più dei portavoce dei pensieri di Anno sulla società che dei veri personaggi», apprezzando comunque il «brillante» lavoro dello sceneggiatore. Morgan Lewis del webzine VG Culture HQ affermò che «nessun personaggio è bianco e nero» e «tutti quanti sono incasinati oltre ogni immaginazione»; egli inoltre definì Shinji quello più stratificato, sostenendo esplicitamente come Evangelion non sia adatto a un pubblico disattento. Parere simile venne dato da Nick Creamer di Anime News Network, secondo cui uno dei punti di forza dell'anime risiederebbe proprio nel fatto che nessun protagonista sia ingabbiato in un semplice ruolo narrativo, visto che «Evangelion ritrae l'interiorità dei personaggi con empatia e sfumature». Secondo Matthew Perez della rivista Anime Reign «i personaggi sono di gran lunga l'aspetto più odiato di Neon Genesis Evangelion»; pur notando come molti siano inizialmente archetipici e stereotipati, Perez lodò il loro realismo e ne giudicò alcuni i «meglio costruiti dell'animazione giapponese».
Per lo scrittore Andrea Fontana Evangelion sarebbe «un vero e proprio trattato sociologico e psicologico», del quale lodò la capacità di approfondimento introspettivo dei suoi protagonisti e il messaggio di fondo di «imparare a essere sé stessi». Ugualmente positivi furono i giudizi di vari autori di Comic Book Resources. Ajay Aravind elogiò la personalità di Rei, Misato e Yui; Anthony Gramuglia definì i vari protagonisti «incredibilmente complessi e affascinanti»; Reuben Baron apprezzò la tridimensionalità e l'esplorazione dei traumi dei personaggi, criticando però il fan service e l'erotizzazione di quelli adolescenti. Altri scrittori di Comic Book Resources descrissero i personaggi femminili come forti, determinati e indipendenti, considerando la serie in anticipo rispetto ai propri tempi. Martin Theron di Anime News Network elogiò il «distintivo» character design di Sadamoto. Allen Divers, altro recensore di Anime News Network, affermò: «I personaggi e la trama di Evangelion sarebbero capaci di complessare Sigmund Freud in persona». Anche il collega Matt Jong ne apprezzò lo sviluppo, definendolo «provocante», e Paul Fargo, altro recensore dello stesso sito, lodò la tragicità e l'approfondimento psicologico della seconda metà della serie, soprattutto nella versione estesa delle edizioni home video.

## Merchandisinge influenza culturale
Secondo la Neon Genesis Evangelion: The Unofficial Guide, scritta da Kazuhisa Fujie e Martin Foster, l'uscita dell'anime provocò «un'esplosione di merchandise senza precedenti in un paese già inondato da tali prodotti», con oltre seicento oggetti differenti realizzati per celebrare l'evento. I personaggi furono usati per magliette, accessori, manifesti e orologi. Le action figure diventarono gli articoli più popolari, in particolare quelle di Rei; anche i libri che ritraevano la sua immagine in copertina vendevano velocemente e i media la soprannominarono «la Premium Girl». Quando uscì nelle sale nel 1997 Neon Genesis Evangelion: Death & Rebirth la società UCC Ueshima Coffee mise in commercio delle lattine di caffè con i personaggi della serie, vendendo quattrocentomila casse, equivalenti a circa dodici milioni di lattine; a questi dati vanno aggiunti quelli per l'uscita di Evangelion: 1.0 You Are (Not) Alone dieci anni dopo, quando vennero comprate altre trecentomila casse, per circa nove milioni di lattine. Nel 1997 fu pubblicata una serie di libri dedicata ai vari protagonisti dell'opera: Rei, Asuka, Shinji e Kaworu, assieme a due volumi intitolati Photo File Eve, sulle sole protagoniste femminili, e Photo File Adam, dedicato ai personaggi maschili. Nello stesso anno fu pubblicato anche un catalogo contenente gli articoli sulla serie e i personaggi intitolato E Mono; in esso furono elencate anche delle dōjinshi, cioè dei fumetti non ufficiali fatti dagli appassionati.
Asia Scape ha descritto la rappresentazione dei personaggi di Neon Genesis Evangelion come «l'aspetto probabilmente più influente e innovativo» della serie. Secondo Vox «Neon Gesis Evangelion diede vita a innumerevoli cliché per le serie animate giapponesi», fornendo inoltre un modello per poter integrare stereotipi stilistici con tematiche serie, alte aspirazioni artistiche e una profonda caratterizzazione dei personaggi: «In Giappone è tuttora cosa comune vedere personaggi come Shinji, Rei e Asuka apparire nelle pubblicità o nelle sale di pachinko, e l'iconografia della serie resta un elemento ampiamente riconoscibile nel paese. Fuori dal Giappone i personaggi di Evangelion sono ben noti, amati e memati dagli appassionati di anime».
I protagonisti della serie apparvero sulle copertine di diverse riviste specializzate in anime e manga, come Animage o Newtype, e l'anime diventò il prodotto più discusso dell'industria dell'animazione giapponese: fin dalla trasmissione del primo episodio nei convegni Comiket si impose con forza nel mercato delle dōjin, attraendo pubblico maschile e femminile in egual misura. Justin Wu di The Artifice imputò tale successo a una serie di fattori, come il design di Sadamoto e la natura aperta del prodotto, caratterizzato da punti oscuri e fatti lasciati all'interpretazione e alla fantasia degli spettatori; secondo lui Evangelion fu uno spartiacque per la storia del merchandise, che divenne un mercato importante su cui puntare. Le alte vendite del merchandise su Ayanami in particolare sono state descritte da Patrick Galbraith come un punto di svolta per il mercato giapponese, avendo contributito a estendere il settore delle figure e delle fanzine, con «intere fiere di fanzine dedicate alla serie e ai suoi personaggi».

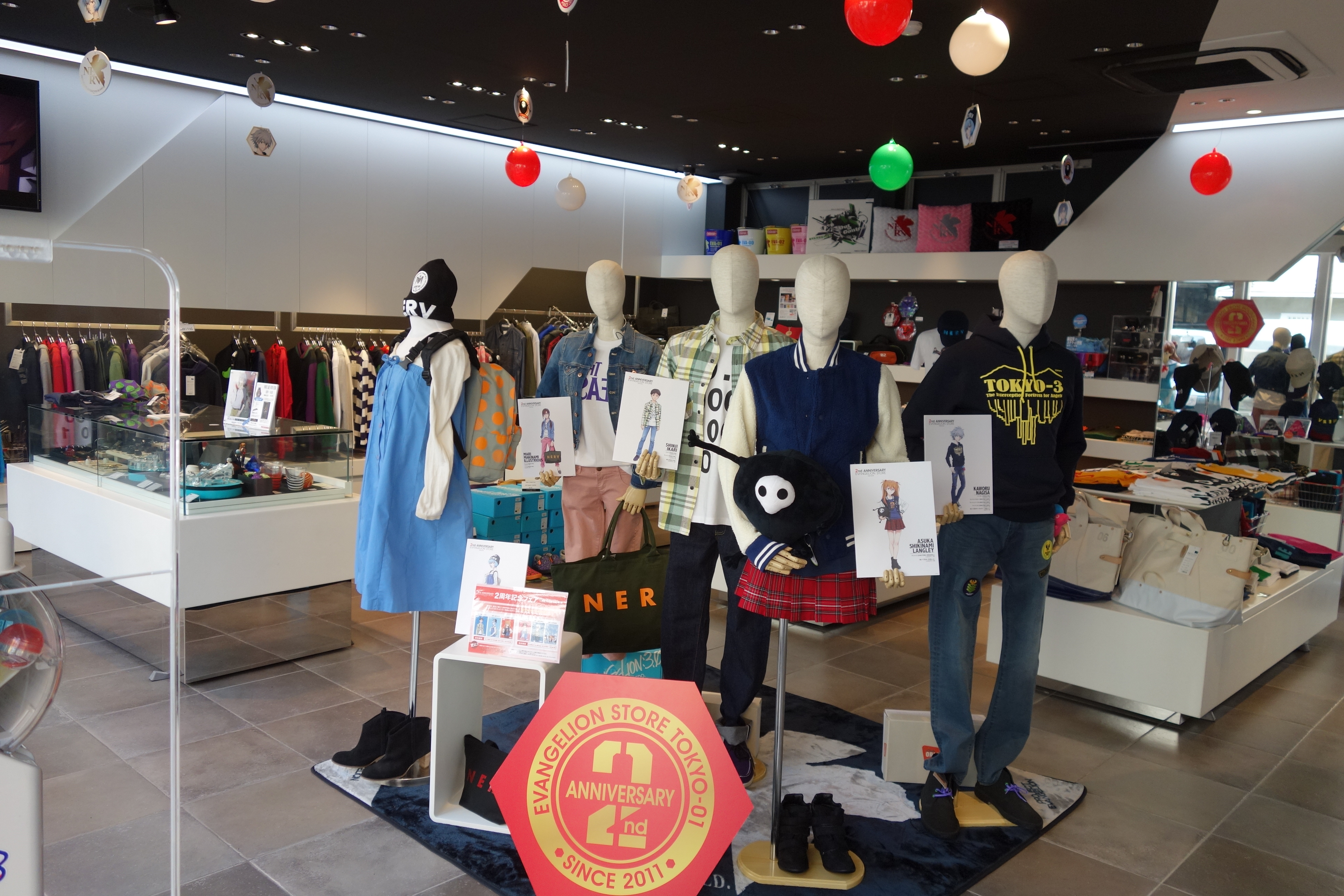
Dei vestiti ispirati ai protagonisti di Evangelion all'Eva Store, negozio ufficiale sul franchise

Per la rivista Newtype in seguito al successo dell'anime «orde di otaku si sono riversate ad Akihabara alla ricerca dell'enigmatica Rei Ayanami, e le aziende hanno capito per la prima volta che servire le masse di geek poteva rivelarsi una cosa molto redditizia». Un così alto commercio di figure, carte collezionabili e prodotti simili sarebbe all'origine del fenomeno moe, in cui l'attenzione del pubblico si concentra sull'empatia e l'attrazione verso i personaggi piuttosto che sulla trama. Lo stesso quartiere di Akihabara si trasformò da una cittadella per elettrodomestici a un luogo di ritrovo per geek, e «senza Eva non ci sarebbero i maid café». Secondo Pier Francesco Cantelli di Cinema Errante «è impossibile fare un tour per Akihabara senza trovarsi davanti almeno a un poster ritraente i suoi protagonisti», paragonando il lascito del franchise di Eva alla popolarità di Guerre stellari negli Stati Uniti d'America.
Secondo Brett Fujioka di Game Developer «Eva ha ribaltato i cliché e i banali archetipi degli anime attraverso i propri personaggi», e «i personaggi psicologicamente scontenti [di Anno] hanno risuonato con la gioventù giapponese dell'epoca». Il successo dei protagonisti della serie venne studiato anche da importanti ricercatori. Il sociologo giapponese Shinji Miyadai, fra gli altri, riportò casi di universitari che si identificavano con Shinji o con Asuka; secondo il saggista Satomi Ishikawa tali episodi sarebbero un riflesso di «quanto l'impatto di questo particolare anime è stato influente» per la gioventù giapponese di quell'epoca. Ishikawa infatti notò come negli anni dopo la messa in onda della serie essa avesse guadagnato grande popolarità, dando origine all'espressione «fenomeno Eva», e come molti appassionati si rivedessero nei protagonisti. L'elemento centrale e il motivo di tanta attrattiva verso Evangelion per lui risiederebbero in quella che in giapponese è definita jibun sagashi (自分探し? lett. "ricerca di sé"), una tematica che poi suscitò empatia (共感 ?, kyōkan) nella gioventù giapponese, che rivedeva i propri problemi in Shinji e in Asuka. L'opera venne associata al concetto di adult children (cioè, "bambini adulti"), inizialmente sviluppato da psicologi statunitensi e poi al centro dell'attenzione mediatica giapponese negli ultimi anni novanta.
In seguito al successo della serie si diffuse e conobbe popolarità il genere sekaikei, le cui trame combinano il tema della crisi apocalittica con la commedia sentimentale di ambientazione scolastica; le storie d'amore dei protagonisti di tali opere inoltre sono direttamente collegate al destino dell'intero mondo. Diversi rappresentanti di tale genere si ispirarono alla serie di Anno, orientata principalmente sulla psicologia dei personaggi e le loro relazioni piuttosto che sulla trama in sé, diventando uno dei motivi principali della subcultura giapponese. Lo stesso neologismo sekaikei venne spesso sostituito dall'espressione "sindrome post-Evangelion". I critici ad esempio hanno individuato degli elementi sekaikei in La voce delle stelle, Lei, l'arma finale, Iriya no sora, UFO no natsu, Your Name. e La malinconia di Haruhi Suzumiya, interpretato come una sua parodia. Per Patrick Drazen Evangelion avrebbe avuto «una forte influenza sui character design degli anime venuti dopo». Secondo Timothy Donohoo di Comic Book Resources inoltre Rei e Asuka sarebbero due eroine «estremamente importanti per lo sviluppo degli anime moderni»: «Tutti i personaggi di Evangelion sono diventati influenti e sono stati imitati, ma Rei e Asuka in particolare hanno creato un prototipo [...] che le serie future hanno usato più e più volte».
Rei è ritenuta particolarmente popolare e influente, avendo ispirato diverse eroine venute dopo e contribuito al diffondersi dello stereotipo dei kuudere, personaggi apparentemente freddi, apatici e misteriosi. Anche Asuka, Shinji, Misato e Gendō ispirarono artisti, personaggi di altre serie animate, videogiochi o fumetti venuti dopo. Asuka su tutti è citata come un influente esempio di protagonista tsundere, cioè scontroso, irascibile e autoritario ma con un passato tragico alle spalle e profonde motivazioni dietro. Per Gene Park del The Washington Post inoltre una considerevole porzione della cybercultura affonderebbe le proprie radici nel successo di Evangelion, popolare su 4chan e altri siti della rete; gli appassionati della serie, divisi fra Asuka e Rei, secondo Park avrebbero generato le waifu wars (lett. "guerre di waifu"), un fenomeno in cui gli utenti di vari blog e siti internet si scontrano per stabilire con diverse argomentazioni quale sia l'eroina più attraente. Maria R. Rider di Ex.org notò come la serie della Gainax avesse ispirato il character design di Gasaraki, e in particolare quello di Miharu, simile a Rei. Nobuhiro Watsuki, autore del manga Kenshin - Samurai vagabondo, paragonò il personaggio di Tomoe Yukishiro a quello di Rei; Yui invece ispirò il viso di Kamatari Honjo. Molti dei protagonisti apparvero e vennero usati, oltre che nei videogiochi tratti dalla serie animata originale, in media non appartenenti al franchise di Evangelion, come nei titoli videoludici Monster Strike, Super Robot Wars, Tales of Zestiria, Puzzle & Dragons, Keri hime sweets, Summons Board e Puyopuyo!! Quest e in un episodio dell'anime Shinkansen henkei robo Shinkalion.